# Bronisławów (województwo świętokrzyskie)
Bronisławów – wieś sołecka w Polsce, położona w województwie świętokrzyskim, w powiecie opatowskim, w gminie Tarłów, przy drodze krajowej nr 79.
| SIMC    | Nazwa   | Rodzaj     |
| ------- | ------- | ---------- |
| 0807984 | Dębniak | przysiółek |

W latach 1975–1998 miejscowość administracyjnie należała do województwa tarnobrzeskiego.
Według spisu powszechnego z roku 1921 we wsi Bronisławów było 23 domy 122 mieszkańców